# IBM System/360 Model 75
IBM System/360 Model 75 — мейнфрейм серії IBM System/360, що за продуктивністю належав до верхнього сегменту. Представлений 22 серпня 1965 року. Обсяги продажів даної моделі були невеликі (разом з моделлю 91 — близько 0,1% усіх продажів).
Мав високопродуктивний головний процесор, а також, починаючи з 1967 року, Attached Support Processor (ASP). Крім традиційних пакетних задач, машина позиціонувалася також для задач розподілу часу — технології, що у середині 1960-х років стрімко розвивалася (зокрема, для підсистем TSO і CALL/OS).:56
П'ять комп'ютерів моделі 75 були встановлені у обчислювальному комплексі реального часу (англ. Real Time Computer Complex, RTCC) у NASA, який відігравав величезну роль у програмі «Аполлон».

## Підмоделі
Підмоделі H75, I75 і J75 мали, відповідно, один, два або чотири блоки головної (оперативної) пам'яті на магнітних осердях IBM 2365 Model 3; кожен з блоків мав ємність  262144 байти (256 кілобайт). Таким чином, модель H75 мала 256 кілобайт пам'яті, модель I75 — 512 кілобайт, а J75 — один мегабайт (1 048 576 байт).

## Швидкодія і продуктивність
Високою продуктивністю модель 75 завдячувала декільком архітектурним рішенням, таким як паралельні арифметичні обчислення (а також паралельне складання при адресних обчисленнях), і overlapped memory fetch[уточнити]. Модель H75 мала двошарову організацію пам'яті (тобто доступ був до двох блоків одночасно), а I75 і J75 — чотиришарову. Компанія-виробник заявляла, що навіть з двошаровою схемою час доступу до подвійного слова (64 біти, 8 байтів) міг досягати 400 наносекунд.

## Особливості
Процесор моделі 75 імплементував повний набір інструкцій архітектури System/360 («universal instruction set»), включаючи операції з рухомою комою, десяткові і символьні команди.